# Lepechinella arctica
Lepechinella arctica är en kräftdjursart som först beskrevs av Schellenberg 1926.  Lepechinella arctica ingår i släktet Lepechinella och familjen Dexaminidae. Inga underarter finns listade i Catalogue of Life.